# Philip Massinger
Philip Massinger (Salisbury, 1583 – Londra, 17 marzo 1640) è stato un drammaturgo inglese.

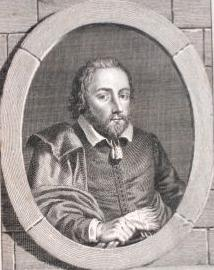
Philip Massinger, ritratto da Charles Grignion

Nei primi tempi lavorò da solo, pur non sentendosi particolarmente portato per i ruoli drammatici. Successivamente lavorò con altri noti autori dell'epoca (Dekker, Field, Daborne e altri) e lo si ricorda soprattutto per le trame semplici e per i versi sciolti, scritti in linguaggio comprensibile anche al popolo.
Fra i suoi lavori spicca A New Way to Pay Old Debts - Un modo nuovo per pagare vecchi debiti, del 1625, riproposto più volte anche in tempi moderni.

## Opere proprie
- The Maid of Honour, tragicommedia edita nel 1632
- The Duke of Milan, tragedia edita nel 1623 e nel 1638
- The Unnatural Combat, tragedia edita nel 1639
- The Bondman, tragicommedia edita nel 1624
- The Renegado, tragicommedia edita nel 1630
- The Parliament of Love, commedia edita nel 1624
- A New Way to Pay Old Debts, commedia edita nel 1632
- The Roman Actor, tragedia edita nel 1629
- The Great Duke of Florence, tragicommedia edita nel 1636
- The Picture, tragicommedia edita nel 1630
- The Emperor of the East, tragicommedia edita nel 1632
- Believe as You List, tragedia edita nel 1631
- The City Madam, commedia edita nel 1658
- The Guardian, commedia edita nel 1655
- The Bashful Lover, tragicommedia edita nel 1655